# Charlie Parker
Charles Parker Jr., (znan tudi kot Yardbird in Bird) ameriški jazzovski, saksofonist in skladatelj, * 29. avgust 1920, Kansas City, Kansas, † 12. marec 1955, Manhattan, New York, ZDA.
Parker je bil zelo vpliven jazzovski solist in vodilni akter pri razvoju bebopa, oblike jazza, ki je znana po hitrih tempih, virtuoznih tehnikah in naprednih harmonijah. Parker je bil zelo hiter virtuoz in je predstavil revolucionarne harmonske ideje, vključno z naglimi potujočimi akordi, novimi variantami alteriranih akordov in menjavami akordov. Njegov ton se je gibal od čistega in prodornega do sladkega in mračnega. Na začetku svoje kariere je dobil vzdevek »Yardbird«. »Yardbird« in krajšo obliko »Bird« je uporabljal do svoje smrti, vzdevka pa sta bila izvora imen nekaterih Parkerjevih kompozicij, kot so »Yardbird Suite«, »Ornithology«, »Bird Gets the Worm« in »Bird of Paradise«. Parker je bil ikona hipsterske subkulture in kasneje beat generacije. Jazzovskega glasbenika je prikazal bolj kot brezkompromisnega umetnika in intelektualca kot pa samo zabavljača. Parker je bil večkrat označen kot največji jazzovski saksofonist vseh časov.

## Otroštvo
Charles Parker, Jr. se je rodil v Kansas Cityju, Kansas in odraščal v Kansas Cityju, Misuri kot edini otrok Charlesa Parkerja in Adelaide "Addie" (Bailey), ki je bila afroameriškega in indijanskega porekla. Septembra 1934 je pričel obiskovati srednjo šolo Lincoln High School, vendar je šolanje opustil decembra 1935, preden se je pridružil zvezi lokalnih glasbenikov.
Saksofon je pričel igrati pri enajstih letih, tri leta kasneje pa se je pridružil šolskem orkestru. Njegov oče, Charles, je bil pogosto zdoma, a je vseeno glasbeno vplival nanj, saj je bil pianist, plesalec in pevec v zvezi Theatre Owners Booking Association. Kasneje je bil zaposlen na železnici. Charliejeva mati Addie je ponoči delala v lokalni pisarni Western Union. Njegov največji vzor v tistem času je bil mladi trombonist Robert Simpson, ki ga je naučil osnov improvizacije.

## Kariera

### Zgodnja kariera
Konec 30. let je Parker pričel marljivo vaditi. V tem času je izpopolnil improvizacijo in razvil nekaj svojih idej, ki so vodile k bebopu. V intervjuju s Paulom Desmondom je Parker dejal, da je tri ali štiri leta vadil po 11 do 15 ur na dan.
Na Parkerja sta vplivala orkestra, ki sta jih vodila Count Basie in Bennie Moten. Z lokalnimi zasedbami je igral po jazz klubih okrog Kansas Cityja, Misuri, kjer je izpopolnil svojo tehniko s pomočjo Busterja Smitha, čigar dinamične tranzicije dvojnega in trojnega metruma so vplivale na Parkerjevo razvijanje stila.
Leta 1937 je Parker igral na jam sessionu v Reno Clubu v Kansas Cityju. Njegov poskus improvizacije je propadel, ko je izgubil sled za spremembami akordov. To je spodbudilo Joja Jonesa, bobnarja orkestra Counta Basieja, da je zaničljivo vrgel činelo proti njegovim nogam kot znak, da naj zapusti oder. Ta incident je Parkerja le še okrepil, da je še intenzivneje vadil, izkazalo pa se je, da je bil to ključni dogodek v njegovi karieri, ko se je leto kasneje vrnil kot nov človek.
Leta 1938 se je Parker pridružil lokalni skupini pianista Jayja McShanna. Skupina je igrala v nočnih klubih in drugih lokalih po jugozahodu, kot tudi v Chicagu in New Yorku. S to skupino je Parker posnel svoj snemalni debi.
Kot najstnik je Parker postal odvisen od morfina potem, ko je bil hospitaliziran zaradi prometne nesreče, kasneje pa je postal odvisen od heroina. Heroin je užival celotno življenje, substanca pa je prispevala k njegovi smrti.

### New York City
Leta 1939 se je Parker preselil v New York, da bi začel z glasbeno kariero. Opravljal je tudi več drugih služb. Za devet dolarjev na teden je delal kot pomivalec posode v lokalu Jimmie's Chicken Shack, kjer je nastopal pianist Art Tatum.
Leta 1942 je Parker zapustil McShannovo skupino in eno leto igral z Earlom Hinesom, pri katerem je igral tudi Dizzy Gillespie, ki je kasneje igral s Parkerjem v duetu. To obdobje je zaradi stavke Ameriške federacije glasbenikov, ki je potekala leta 1942 in 1943, slabo dokumentirano, v tem obdobju pa je bilo posnetih tudi zelo malo profesionalnih posnetkov. Parker se je pridružil skupini mladih glasbenikov, ki je igrala v klubih v Harlemu, kot je Clark Monroe's Uptown House. V tej skupini so igrali še Gillespie, pianist Thelonious Monk, kitarist Charlie Christian in bobnar Kenny Clarke. Pristop beboperjev je bil povzet v slavni izjavi, ki jo je Mary Lou Williams pripisala Theloniousu Monku: »Želeli smo glasbo, ki je oni ne bi mogli igrati.« – z »oni« je Monk mislil na bele vodje skupin, ki so služili denar na račun swinga. Zasedba je igrala v lokalih na ulici 52nd Street, vključno s kluboma Three Deuces in The Onyx. Med bivanjem v New Yorku je Parkerja učil njegov učitelj glasbe, sicer trobentač Maury Deutsch.

### Bebop
V enem intervjuju iz 50. let je Parker dejal, da je nek večer leta 1939 igral »Cherokee« v jam sessionu s kitaristom Williamom »Biddyjem« Fleetom, ko je posegel po metodi za razvijanje solov, ki je omogočila eno njegovih glavnih glasbenih inovacij. Spoznal je, da lahko 12 poltonov kromatične lestvice vodi melodično do katerekoli tonalitete, s tem pa je razbil nekaj mej enostavnejšega jazzovskega soliranja.
V začetku razvijanja, so številni uveljavljeni jazzovski glasbeniki, ki so prezirali mlajše kolege, zavrnili nov tip jazza. Beboperji so zato pričeli tradicionaliste označevati za »plesnive fige«. Nekateri glasbeniki, kot sta Coleman Hawkins in Tatum, pa so bili bolj pozitivni glede razvoja bebopa in so sodelovali v jam sessionih in snemanjih v novem pristopu s privrženci bebopa.
Zaradi dvoletne stavke Ameriške federacije glasbenikov in bojkota vseh komercialnih posnetkov med letoma 1942 in 1944, večina zgodnjega razvoja bebopa ni bila posneta. Posledično je bebop prejel omejeno radijsko izpostavljenost, izvajalci bebopa pa so težko postali prepoznavni. Leta 1945, ko je bilo bojkota konec, so Parkerjeva sodelovanja z Dizzyjem Gillespiejem, Maxom Roachem, Budom Powellom in drugimi pomembno vplivala na jazzovski svet. Bebop je kmalu postal privlačen med glasbeniki in oboževalci.
26. novembra 1945 je Parker vodil snemanje za založbo Savoy Records, ki je bilo označeno za »najboljše jazzovsko snemanje vseh časov.« Pod imenom Charlie Parker's Reboppers, so s Parkerjem igrali znani jazzisti, kot so Gillespie in Miles Davis na trobenti, Curly Russell na basu in Max Roach na bobnih. V tem času so bile posnete kompozicije »Ko-Ko«, »Billie's Bounce« in »Now's the Time«.
Kmalu potem je Parkerjeva in Gillespiejeva zasedba potovala v Los Angeles, kjer so igrali v klubu Billy Berg's. Večina skupine se je vrnila v New York, Parker pa je ostal v Kaliforniji, kjer je, namesto vozovnice za New York, kupil heroin. V Kaliforniji se je soočil s številnimi težavami, zatem pa je bil odpeljan v bolnišnico Camatrillo State Mental Hospital, kjer je preživel šest mesecev.

### Charlie Parker with Strings
Parkerjeva velika želja je bila, da bi lahko nastopil z godali. Sam je namreč bil navdušen študent klasične glasbe, kasnejše študije pa so pokazale, da so ga zanimale inovacije Igorja Stravinskega in je želel sodelovati pri projektu, podobnem tistemu, iz katerega je nastala zvrst Third Stream, ki vključuje tako jazz kot elemente klasične glasbe. 30. novembra 1949 je Norman Granz za Parkerja aranžral album balad z mešano zasedbo jazzovskega in komornega orkestra. Šest posnetkov s tega snemanja je izšlo na albumu Charlie Parker with Strings: »Just Friends«, »Everything Happens to Me«, »April in Paris«, »Summertime«, »I Didn't Know What Time It Was« in »If I Should Lose You«.

### Jazz at Massey Hall
Leta 1953 je Parker nastopil v Massey Hallu v Torontu skupaj z Gillespiejem, Mingusom, Powllom in Roachem. Koncert je slučajno potekal vzporedno z boksarsko tekmo med Rockyjem Marcianom in Jerseyjem Joejem Walcottom, zato dvorana ni bila polna. Mingus je koncert posnel pod imenom Jazz at Massey Hall. Na tem koncertu je Parker igral plastični saksofon Grafton, ker je v tistem času eksperimentiral z novimi zvoki in materiali. Parker je v prenosu z Birdlanda sam pojasnil namen plastičnega saksofona 9. maja 1953. Igral je na številne saksofone, vključno s saksofoni Conn 6M, Martin Handicraft in Selmer model 22. Nastopil je tudi s saksofonom "Super 20" proizvajalca King Musical Instruments, ki je bil narejen posebej zanj.

## Osebno življenje

### Težave
Parkerjevo življenje je bilo prežeto z depresijo in odvisnostjo od heroina, zaradi katere je včasih manjkal na nastopih in bil tretiran za nezaposljivega. Pogosto je igral na ulici, jemal posojila od drugih glasbenikov in občudovalcev ter zastavljal svoje saksofone za denar za drogo. Uporaba heroina je bila na jazzovski sceni neobvladljiva, odvisniki pa so heroin dobavljali s težavo.
Čeprav je v tem času posnel številne briljantne posnetke, je njegovo obnašanje postalo vse bolj nepredvidljivo. Ko se je preselil v Kalifornijo je težje prihajal do heroina, zato je kot nadomestilo užival alkohol. Posnetek iz 29. julija 1946 za založbo Dial Records dokazuje njegovo stanje. Pred snemanjem je Parker popil kvart viskija. Po notranjih opombah albuma Charlie Parker on Dial Volume 1, je Parker izpustil večino prvih dveh taktov prvega chorusa pri skladbi »Max Making Wax«. Ko je končno začel igrati, se je močno majal in se enkrat zavrtel stran od svojega mikrofona. Pri naslednji skladbi, »Lover Man«, je producent Ross Russell psihično podpiral Parkerja. Pri skladbi »Bebop« (zadnji skladbi, ki jo je Parker posnel v tistem večeru) je začel solo z dobrimi prvimi osmimi takti; pri naslednjih osmih so se pričele težave pri igranju in obupan trobentač Howard McGhee mu je zaklical »Pihni!«. Charles Mingus je vseeno tretiral to izvedbo skladbe »Lover Man« kot eno izmed Parkerjevih največjih posnetkov, kljub pomanjkljivostim. Vseeno je Parker sovražil posnetek in ni nikoli odpustil Russllu, ki je izdal posnetek. Leta 1951 je skladbo ponovno posnel, tokrat za založbo Verve Records.
Parkerjevo življenje se je obrnilo še na slabše, ko je njegova 2-letna hčerka tragično umrla za pljučnico. Leta 1954 je dvakrat poskušal storiti samomor, zaradi česar je pristal v psihiatrični bolnišnici.
Ko se je Parker vrnil iz bolnišnice je bil čist in zdrav. Preden je zapustil Kalifornijo je posnel skladbo »Relaxin' at Camarillo« z referenco na svoje bivanje v bolnišnici. Zatem se je vrnil v New York, kjer je nadaljeval z uživanjem heroina, posnel pa je številne skladbe za založbi Savoy Records in Dial Records, ki ostajajo visoke točke njegovih posnetkov. Številne os teh je posnel s svojim tako imenovanim »klasičnim kvintetom«, člana katerega sta bila tudi Davis in Roach.

### Smrt
Parker je umrl 12. marca 1955 v stanovanju svoje prijateljice in pokroviteljice Pannonice de Koenigswater v hotelu Stanhope v New Yorku, med gledanjem oddaje The Dorsey Brothers na televiziji. Uradni vzrok smrti je bila pljučnica in razjeda, je pa Parker imel tudi cirozo in je utrpel miokardni infarkt. Izvajalec obdukcije je Parkerjevo 34-letno telo zmotno zamenjal za telo, staro med 50 in 60 leti.
Od leta 1950 je Parker živel s Chan Berg, mati njegovega sina Bairda in hčerke Pree. Chan je smatral za svojo ženo, čeprav se ni z njo nikoli poročil, ni pa se ločil od svoje prejšnje žene, Doris, s katero se je poročil leta 1948. Njegov zakonski status je zapletel ureditev zakonskega posestva in je na koncu onemogočil Parkerjevo željo, da bi bil pokopan v New Yorku.
Pogreb je financiral Dizzy Gillespie in organiziral procesijo, ki jo je vodil kongresnik Adam Clayton Powell, Jr., ter spominski koncert. Parkerjevo truplo je potovalo nazaj v Misuri, v skladu z željami njegove matere. Berg je kritiziral Doris in Parkerjevo družino, ker so naročili krščanski pogreb, čeprav so vedeli, da je bil Parker ateist. Parker je bil pokopan na pokopališču Lincoln Cemetery v Misuriju.
S Parkerjevim posestvom upravlja Jampol Artist Management.

## Glasba
Parkerjev slog kompozicije je vseboval interpolacijo originalnih melodij čez obstoječe jazzofske oblike in standarde. Ta praksa je znana kot kontrafakt in je še vedno prisotna v jazzu. Primeri kontrafakta so »Ornithology« (skladba ima sposojeno progresijo akordov jazzovskega standarda »How High the Moon«, njen soavtor pa naj bi bil trobentač Little Benny Harris) in »Moose the Mooche« (ena Parkerjevih številnih kompozicij, ki bazirajo na progresiji akordov skladbe »I Got Rhytm« Georga Gershwina). Ta praksa je postala pogosta z nastopom bebopa, postala pa je tudi zaščitna znamka bebopovskega gibanja, ko so se ustvarjalci začeli umikati od aranžiranja popularnih melodij in so se začeli nagibati h komponiranju lastne glasbe.
Medtem, ko so skladbe, kot so »Now's The Time«, »Billie's Bounce«, »Au Privave«, »Barbados«, »Relaxin' at Camarillo«, »Bloomdido« in »Cool Blues« bazirale na 12-taktnem bluesu, je Parker ustvaril unikatno verzijo 12-taktnega bluesa za skladbe, kot so »Blues for Alice«, »Laird Baird« in »Si Si«. Ti unikatni akordi so znani tudi kot »Bird Changes«. Kot njegovi soli, so tudi nekatere njegove kompozicije bile karakterizirane z dolgimi, kompleksnimi melodičnimi linijami in minimumom repeticij, čeprav je včasih posegel po uporabi repeticij (»Now's the Time«).
Parker je veliko prispeval k modernemu jazzovskemu solu, pri katerem so bile triole uporabljene v številnih načinih, ki so vodili v akordične tone, s katerim je bilo solistu zagotovljeno več svobode. Parker je bil občudovan zaradi unikatnega sloga fraziranja in inovativne uporabe ritma. Prek njegovih posnetkov in popularnosti posmrtno izdane knjige Charlie Parker Omnibook, je Parkerjev slog dominiral jazz še veliko let.
Med ostalimi bolj znanimi Parkerjevimi kompozicijami so tudi »Ah-Leu-Cha«, »Anthropology« (soavtor Gillespie), »Confirmation«, »Constellation«, »Donna Lee«, »Moose the Mooche«, »Scrapple from the Apple« in »Yardbird Suite«, katere vokalna verzija je poimenovana »What Price Love«, besedilo pa je prispeval Parker.
Miles Davis je nekoč dejal: »Zgodovino jazza lahko poveš s štirimi besedami: Louis Armstrong. Charlie Parker.«

## Izbrana diskografija

### Studijski albumi
Parker je v zgodnji karieri snemal za založbi Savoy in Dial, proti koncu kariere pa je snemal za Verve:
- Savoy Records (1944-1949)
- Dial Records (1945-1947)
- Verve Records (1946-1954)

#### Savoy Records
1944
- The Immortal Charlie Parker
- Bird: Master Takes
- Encores

1945
- Dizzy Gillespie - Groovin' High
- The Genius Of Charlie Parker
- The Charlie Parker Story
- Charlie Parker Memorial, Vol. 2

1947
- Charlie Parker Memorial, Vol. 1

1948
- Bird At The Roost, Vol. 1
- Newly Discovered Sides By Charlie Parker
- The 'Bird' Returns

1949
- Bird At The Roost, Vol. 2
- Bird At The Roost

1950
- An Evening At Home With Charlie Parker Sextet

#### Dial Records
1945
- Red Norvo's Fabulous Jam Session

1946
- Alternate Masters, Vol. 2

1947
- The Bird Blows The Blues
- Cool Blues c/w Bird's Nest
- Alternate Masters, Vol. 1
- Crazeology c/w Crazeology, II: 3 Ways Of Playing A Chorus
- Charlie Parker, Vol. 4

#### Verve Records
1946
- Jazz At The Philharmonic, Vol. 2
- Jazz At The Philharmonic, Vol. 4

1948
- Various Artists - Potpourri Of Jazz
- The Charlie Parker Story, #1

1949
- The Genius Of Charlie Parker, #7 - Jazz Perennial
- Jazz At The Philharmonic, Vol. 7
- Jazz At The Philharmonic - The Ella Fitzgerald Set
- The Complete Charlie Parker On Verve - Bird

1950
- The Genius Of Charlie Parker, #4 - Bird and Diz (released on Verve's subsidiary label Clef)
- The Charlie Parker Story, #3

1951
- The Genius Of Charlie Parker, #8 - Swedish Schnapps
- The Genius Of Charlie Parker, #6 - Fiesta

1952
- The Genius Of Charlie Parker, #3 - Now's the Time

1953
- The Quartet Of Charlie Parker

1954
- The Genius Of Charlie Parker, #5 - Charlie Parker Plays Cole Porter (izšel posthumno)

1957
- The Genius Of Charlie Parker, #1 - Night and Day (izšel posthumno)

### Albumi v živo
- Live at Townhall w. Dizzy (1945)
- Yardbird in Lotus Land (1945)
- Bird and Pres (1946) (Verve)
- Jazz at the Philharmonic (1946) (Polygram)
- Rapping with Bird (1946-1951)
- Bird and Diz at Carnegie Hall (1947) (Blue Note)
- The Complete Savoy Live Performances (1947–1950)
- Bird on 52nd Street (1948) (Jazz Workshop)
- The Complete Dean Benedetti Recordings (1948–1951) (7 cds)
- Jazz at the Philharmonic (1949) (Verve)
- Charlie Parker and the Stars of Modern Jazz at Carnegie Hall (1949) (Jass)
- Bird in Paris (1949)
- Bird in France (1949)
- Charlie Parker All Stars Live at the Royal Roost (1949)
- One Night in Birdland (1950) (Columbia)
- Bird at St. Nick's (1950) (Jazz Workshop)
- Bird at the Apollo Theatre and St. Nicklas Arena (1950)
- Apartment Jam Sessions (1950)
- Charlie Parker at the Pershing Ballroom Chicago 1950 (1950)
- Bird in Sweden (1950) (Storyville)
- Happy Bird (1951)
- Summit Meeting at Birdland (1951) (Columbia)
- Live at Rockland Palace (1952)
- Jam Session (1952) (Polygram)
- At Jirayr Zorthian's Ranch, July 14, 1952 (1952)
- The Complete Legendary Rockland Palace Concert (1952)
- Charlie Parker: Montreal 1953 (1953)
- One Night in Washington (1953) (VGM)
- Bird at the High Hat (1953) (Blue Note)
- Charlie Parker at Storyville (1953)
- Jazz at Massey Hall  aka.The Greatest Jazz Concert Ever (1953)

## Nagrade in priznanja

### Grammyji
| Grammyji | Grammyji                  | Grammyji          | Grammyji | Grammyji | Grammyji   |
| Leto     | Kategorija                | Naslov            | Zvrst    | Založba  | Rezultat   |
| -------- | ------------------------- | ----------------- | -------- | -------- | ---------- |
| 1974     | Najboljša izvedba solista | First Recordings! | Jazz     | Onyx     | Zmagovalec |

Grammy dvorana slavnih
| Grammy dvorana slavnih | Grammy dvorana slavnih      | Grammy dvorana slavnih | Grammy dvorana slavnih | Grammy dvorana slavnih | Grammy dvorana slavnih |
| Leto snemanja          | Naslov                      | Zvrst                  | Založba                | Leto podelitve         |                        |
| ---------------------- | --------------------------- | ---------------------- | ---------------------- | ---------------------- | ---------------------- |
| 1945                   | »Billie's Bounce«           | Jazz (Single)          | Savoy                  | 2002                   |                        |
| 1953                   | Jazz at Massey Hall         | Jazz (Album)           | Debut                  | 1995                   |                        |
| 1946                   | »Ornithology«               | Jazz (Single)          | Dial                   | 1989                   |                        |
| 1950                   | Charlie Parker with Strings | Jazz (Album)           | Mercury                | 1988                   |                        |

### Sprejetja
| Leto | Naslov                                                   |
| ---- | -------------------------------------------------------- |
| 2004 | Jazz at Lincoln Center: Nesuhi Ertegun Jazz Hall of Fame |
| 1984 | Grammy Lifetime Achievement Award                        |
| 1979 | Big Band and Jazz Hall of Fame                           |

### Vladne nagrade
- Leta 1995 je pošta ZDA izdala spominsko poštno znamko v Parkerjev spomin.[38]
- Leta 2002 je Kongresna knjižnica počastila Parkerjev posnetek »Ko-Ko« in ga vnesla v Nacionalni snemalni register.[39]

## Parkerjeva rezidenca
Med letoma 1950 in 1954 sta Parker in njegova partnerka, Chan Berg, živela v pritličju meščanske hiše na 151 Avenue B na East Village v Manhattanu. Neogotska stavba, ki je bila zgrajena okrog leta 1849, je bila leta 1994 dodana na Nacionalni register zgodovinskih krajev, leta 1999 pa je postala znamenitost New Yorka. Avenija B med 7. in 10. ulico je leta 1992 dobila častni naziv "Charlie Parker Place".

## Glasbene počastitve
- Recitirana pesem Jacka Kerouaca, »Charlie Parker« s klavirsko spremljavo Steva Allena je leta 1959 izšla na albumu Poetry for the Beat Generation.[43]
- Solistična klavirska kompozicija »Requiem« Lennieja Tristana je bila v Parkerjev spomin posneta kmalu po njegovi smrti.
- Ameriški skladatelj Moondog je v Parkerjev spomin napisal skladbo »Bird's Lament«, ki je leta 1969 izšla na njegovem albumu Moondog.[44]
- Od leta 1972 je kalifornijska zasedba Supersax harmonizirala številne Parkerjeve improvizacije za kvintet saksofonov.
- Leta 1973 je kitarist Joe Pass v Parkerjev spomin izdal album I Remember Charlie Parker.[45]
- Skladba Joeja Zawinula, »Birdland«, ki jo je posnela jazz fusion skupina Weather Report in je leta 1977 izšla na albumu Heavy Weather, je nastala v spomin Charlieju Parkerju in istoimenskem newyorškem jazzovskem klubu.[46]
- Biografsko skladbo »Parker's Band« je posnela skupina Steely Dan in je leta 1974 izšla na albumu Pretzel Logic.[47]
- Avantgardni jazzovski trombonist George Lewis je leta 1979 posnel Homage to Charles Parker.[48]
- 5. junija 2015 je bila v filadelfski operi premiera opere Charlie Parker's Yardbird skladatelja Daniela Schnydra, libreto pa je delo Bridgette A. Wimberly[49]

## Druge počastitve
- Leta 1949 je bil v New Yorku odprt nočni klub Birdland.[50] Tri leta kasneje je George Shearing napisal skladbo »Lullaby of Birdland«, ki jo je poimenoval po Parkerju in nočnem klubu.
- Kratka zgodba »Sonny's Blues« Jamesa Baldwina iz leta 1957 vsebuje jazzovskega/bluesovskega virtuoza, ki Birda označi za največjega jazzovskega glasbenika in posnema njegov stil.[51]
- Leta 1959 je Jack Kerouac dokončal svoje pesniško delo Mexico City Blues z dvema pesmima o Parkerjevi pomembnosti, v katerih je zapisal, da je Parkerjev prispevek h glasbi primerljiv z Beethovnovim prispevkom.[52]
- Leta 1999 je bil odkrit spomenik Parkerju v Kansas Cityju na 17th Terrace, blizu ameriškega muzeja jazza, ki ga predstavlja 10 ft (3 m) visoka bronasta skulptura glave kiparja Roberta Grahama.[53]
- Charlie Parker Jazz Festival je brezplačni dvodnevni glasbeni festival, ki poteka zadnji vikend v avgustu v Manhattanu, v New Yorku v Marcus Garvey Parku in v Tompkins Square Parku, sponzorira pa ga neprofitna organizacija City Parks Foundation.[54]
- Annual Charlie Parker Celebration je vsakoletni festival, ki poteka v Kansas Cityju, v Kansasu od leta 2014. Festival traja 10 dni in slavi vse Parkerjeve aspekte, od jazz glasbe do razstav v ameriškem muzeju jazza.[55]
- V zbirki kratkih zgodb Las armas secretas (Skrivna orožja), je Julio Cortázar Parkerju posvetil zgodbo »El perseguidor« (»Zasledovalec«). Zgodba vsebuje zadnje dni z drogo zasvojenega saksofonista skozi oči biografa.[56]
- Leta 1988 je izšel film Bird, režiserja Clinta Eastwooda, Parkerja pa je upodobil Forest Whitaker.[57]
- Leta 1984 je koreograf Alvin Ailey v spomin Parkerju ustvaril koreografijo For Bird – With Love, ki zajema Parkerjevo življenje od začetkov kariere do njegove smrti.
- Leta 2005 je francoski proizvajalec saksofonov, Henri Selmer Paris ustvaril poseben »Tribute to Bird«[58] altovski saksofon, s katerim je počastil 50. obletnico Parkerjeve smrti.
- Parkerjeva izvedbi skladb »I Remember You« (posneta leta 1953 za Clef Records s Kvartetom Charlieja Parkerja, ki so ga sestavljali Parker (altovski saksofon), Al Haig (klavir), Percy Heath (bas) in Max Roach (bobni) in »Parker's Mood« (posneta leta 1948 za Savoy s Charlie Parker All Stars, kjer so igrali Parker (altovski saksofon), Miles Davis (trobenta), John Lewis (klavir), Curley Russell (bas) in Max Roach (bobni)) sta bili s strani literarnega kritika Harolda Blooma izbrani za vključitev na listo "twentieth-century American Sublime", največjih del ameriške umetnosti, ustvarjene v 20. stoletju. Vokalna verzija skladbe »Parker's Mood« je postala popularna skladba Kinga Pleasura.
- Jean-Michel Basquiat je v Parkerjev spomin ustvaril številne slike, vključno z Charles the First, CPRKR, Bird on Money in Discography I.
- Charlie Watts, bobnar skupine The Rolling Stones, je v Parkerjev spomin napisal otroško knjigo z naslovom Ode to a High Flying Bird. Watts je dejal, da je Parker imel veliko vpliva na njegovo žinljenje, ko se je kot deček učil jazza.[59]
- Film Whiplash, ki je izšel leta 2014 referira na incident v Reno Cafe leta 1937, kjer spremeni cilj vržene činele v Parkerjevo glavo in to pokaže kot dokaz, da genij ni rojen, ampak ga takšnega ustvari neusmiljena praksa in brezskrbni vrstniki.[60]
- Jazzovski zgodovinar Phil Schaap vodi radijsko oddajo Bird Flight na WKCR New York, ki je posvečena izključno Parkerjevi glasbi.[61]